# Phillips-Sandrennnatter
Die Phillips-Sandrennnatter (Psammophis phillipsii) ist eine Schlangenart aus der Gattung der Sandrennnattern innerhalb der Familie Psammophiidae, die in Afrika verbreitet ist.

## Merkmale
Phillips-Sandrennnatter erreicht eine Gesamtlänge von bis zu 1,813 m bei einer Schwanzlänge von maximal 53,3 cm. Die Körperfarbe ist dorsal meist einfarbig olivbraun. Bei manchen Tieren haben die mittigen dorsalen Schuppen schwarze Ränder, die schwarze Linien bilden oder sie weisen in der vorderen Körperhälfte einzelne schwarze Schuppen auf. Die Ventralia (Bauchschuppen) sind gelb bis weiß und weisen manchmal seitlich Reihen schwarzer Punkte auf. Die Kopfoberseite ist normalerweise einheitlich olivbraun gefärbt, es können jedoch Netzmuster und zwei helle Linien auf dem Stirnschild auftreten. Die Beschuppung weist 161 bis 183 Ventralia, 89 bis 115 Subcaudalia und ein Präoculare auf. Die Anzahl der Infralabialia (Unterlippenschilde) ist in der Regel 10, selten auch 9 oder 11. Der Analschild ist meistens (zu etwa 91 %) ungeteilt. Die Pupillen sind bei Sandrennnattern rund.
Ähnliche Arten sind die Gestreifte Sandrennnatter (P. sibilans) und die Olivenfarbige Sandrennnatter (P. mossambicus). Sandrennnattern sind schwach giftig, aber für den Menschen ungefährlich.

## Lebensweise
Die Phillips-Sandrennnatter ist wie alle Arten der Gattung ovipar (eierlegend). Sie ist tagaktiv. Zu ihrer Beute zählen vor allem Echsen wie beispielsweise die Skinkart Trachylepis affinis, aber auch kleine Säugetiere und gelegentlich andere Schlangen und Insekten. Zu ihren Lebensräumen zählen Feuchtsavannen, Waldlichtungen und abgeholzte Regenwaldgebiete.

## Verbreitung
Das Verbreitungsgebiet erstreckt sich über Gambia, den Senegal, Guinea-Bissau, Guinea, Sierra Leone, Liberia, den Süden Malis, die Elfenbeinküste, Ghana, Togo, Benin, Nigeria, Tansania und den Südsudan. Im Südosten Nigerias ist sie die am häufigsten auftretende Schlangenart und auch in Togo ist sie häufig.
Die IUCN stuft die Art aufgrund ihres großen Verbreitungsgebiets als nicht gefährdet (least concern) ein mit unbekanntem Populationstrend. Sie kommt in einigen Naturschutzgebieten vor, darunter beispielsweise im Nationalpark Comoé in der Elfenbeinküste.

## Systematik
Die Phillips-Sandrennnatter ist eine Art aus der Gattung der Sandrennnattern. Sie wurde 1844 von dem US-amerikanischen Herpetologen Edward Hallowell als Coluber phillipsii erstbeschrieben. Die Typuslokalität ist Liberia.
Synonyme:
- Coluber phillipsii Hallowell, 1844
- Psammophis irregularis Fischer, 1856
- Psammophis Phillipsi Hallowell, 1857
- Psammophis notosticta Matschie, 1893
- Psammophis regularis Sternfeld, 1908
- Psammophis sibilans Schmidt, 1923
- Psammophis sibilans phillipsii Loveridge, 1940